# Лантц, Ванья
Рут Ванья Лантц, урождённая Густафссон (швед. Ruth Vanja Lantz; 18 октября 1911, Стокгольм — 22 октября 1992) — шведская переводчица художественной литературы.

## Биография
Ванья Густафссон родилась в 1911 году в Стокгольме. Её родителями были Яльмар Густафссон, известный журналист и политический деятель, и Рут Густафссон, член городского совета и парламента. В 1928 году Ванья поехала с матерью в США, где ходила в школу в Нью-Йорке и изучала английский язык. Вернувшись в Швецию и окончив университет, она устроилась на работу в издательство Альберта Бонье. Там она познакомилась с такими переводчицами, как Биргитта Хаммар, Силла Юнсон и Марианна Герланд-Экерот.
В 1935 году Ванья Густафссон вышла замуж за банкира Оке Лантца. В годы Второй мировой войны супруги сотрудничали с антинацистской газетой NU. В период с 1938 по 1943 год у них родилось трое детей.
Ванья Лантц была чрезвычайно продуктивной переводчицей: она перевела около 100 произведений с английского, норвежского и датского языков. Среди переводившихся ею авторов — Джон Стейнбек, Маргарет Этвуд, Перл Бак, Олдос Хаксли. Произведения японских писателей Ясунари Кавабаты и Юкио Мисимы Лантц также переводила с англоязычных изданий. Кроме того, она перевела с немецкого языка (в сотрудничестве с Биргиттой Хаммар) «Чёрный обелиск» Ремарка. Помимо художественной литературы, Лантц перевела множество статей для таких изданий, как Svenska Dagbladet, Dagens Nyheter, Industria, Veckans Affärer. В 1988 году достижения переводчицы были отмечены премией Эльсы Тулин.
Ванья Лантц умерла в 1988 году и была похоронена на кладбище Скугсчюркогорден в Стокгольме, рядом с матерью, братом и мужем.